# Naka-Okachimachi (métro de Tokyo)
Naka-Okachimachi (仲御徒町駅, Naka-Okachimachi-eki) est une station du métro de Tokyo sur la ligne Hibiya dans l'arrondissement de Taitō à Tokyo. Elle est exploitée par le Tokyo Metro.

## Situation sur le réseau
La station Naka-Okachimachi est située au point kilométrique 14,5 de la ligne Hibiya.

## Histoire
La station a été inaugurée le 28 mars 1961.

## Services aux voyageurs

### Accès et accueil
La station est ouverte tous les jours. Elle se compose d'un quai central encadré par 2 voies.
En moyenne, 41 397 voyageurs ont fréquenté quotidiennement la station en 2015.

### Desserte
Ligne Hibiya :
- voie 1 : direction Naka-Meguro
- voie 2 : direction Kita-Senju (interconnexion avec la ligne Tōbu Skytree pour Kuki et Minami-Kurihashi)

### Intermodalité
Naka-Okachimachi se trouve à proximité de la gare d'Okachimachi (lignes Yamanote et Keihin-Tōhoku) et des stations Ueno-Hirokōji (ligne Ginza) et Ueno-Okachimachi (ligne Ōedo).

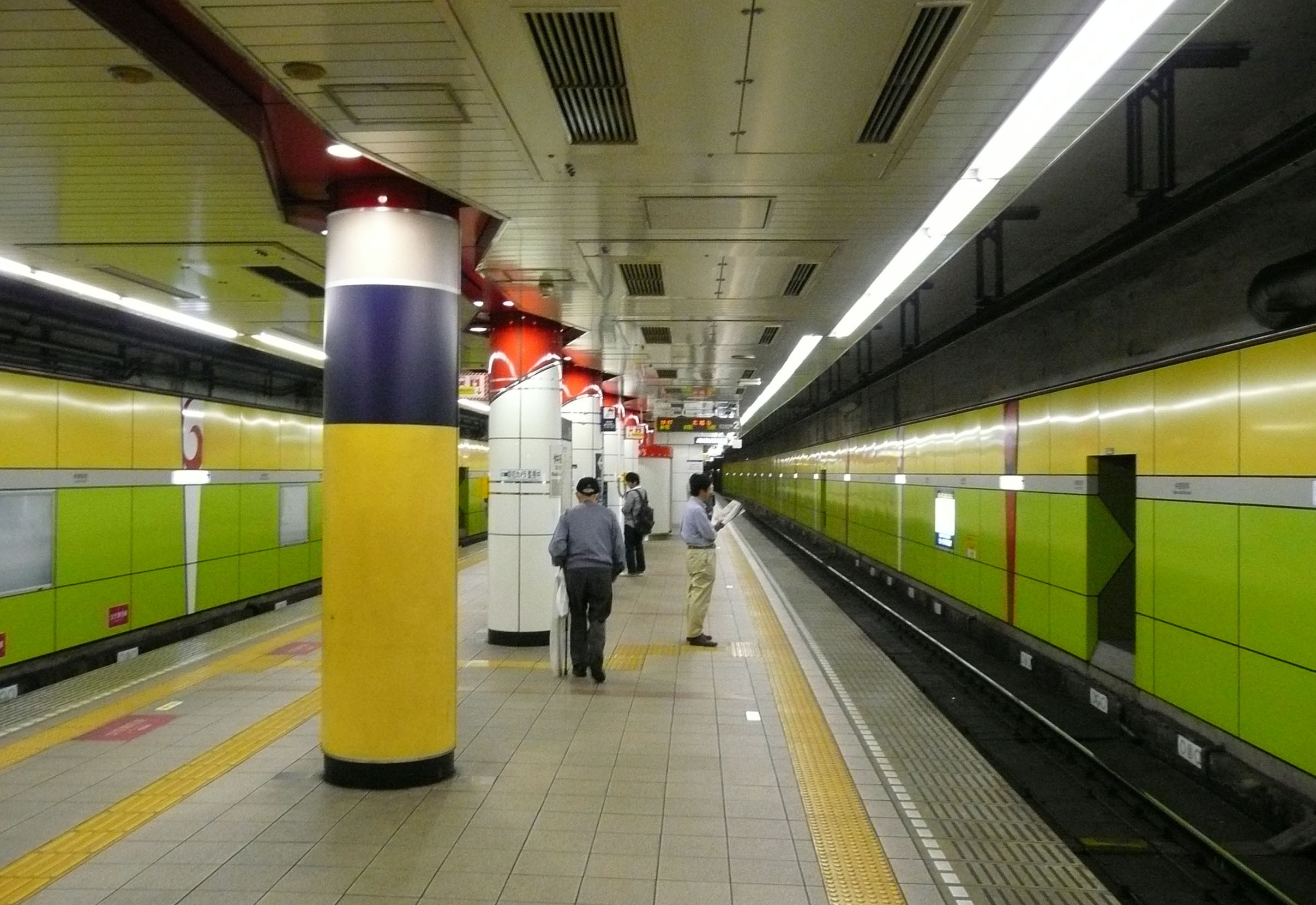
Quai de la ligne Hibiya
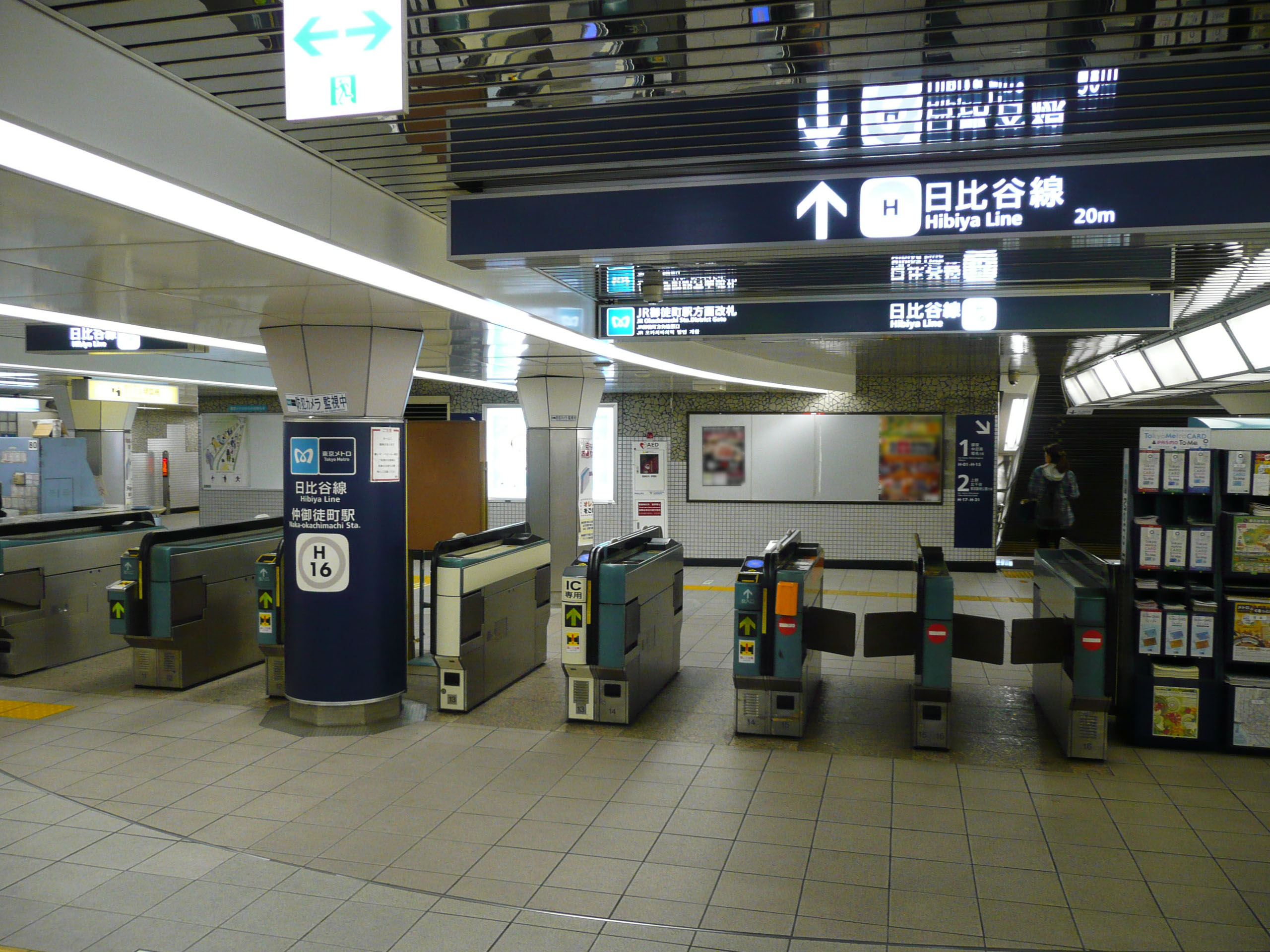
Ligne de contrôle